# Nati nel 1995/Aprile
| Questa pagina contiene informazioni ricavate automaticamente dalle voci biografiche con l'ausilio del template Bio e di un bot. L'aggiornamento è periodico e automatico e ricostruisce completamente la pagina. Se manca una persona in questa lista, sei pregato di non aggiungerla, ma accertati piuttosto che la sua voce biografica contenga il template Bio e che i dati anagrafici siano correttamente compilati. Se il template Bio manca, inseriscilo tu stesso o, in alternativa, metti l'avviso {{tmp\|Bio}} che ne segnala la mancanza. Se i dati riportati sono sbagliati, correggi direttamente la voce biografica; le modifiche saranno visibili in questa lista entro pochi giorni. Per chiarimenti vedi il progetto biografie. La lista contiene solo le 469 persone che sono citate nell'enciclopedia e per le quali è stato implementato correttamente il template Bio. Pagina aggiornata al 26 lug 2025. |

- 1º aprile - Chadrac Akolo, calciatore congolese (Repubblica Democratica del Congo)
- 1º aprile - Alexandru Păun, calciatore rumeno
- 1º aprile - Joel Berry, ex cestista statunitense
- 1º aprile - George Bridge, rugbista a 15 neozelandese
- 1º aprile - Kadidiatou Diani, calciatrice francese
- 1º aprile - Dmitrij Efremov, calciatore russo
- 1º aprile - María Pía Fernández, mezzofondista uruguaiana
- 1º aprile - Ryan Hunter, giocatore di football americano canadese
- 1º aprile - David Iriarte, cestista spagnolo
- 1º aprile - Iōannīs Kouzeloglou, cestista greco
- 1º aprile - Felipe Orts, ciclocrossista e ciclista su strada spagnolo
- 1º aprile - Logan Paul, youtuber, wrestler e imprenditore statunitense
- 1º aprile - Maxence Perrin, attore francese
- 1º aprile - Marco Pignatelli, pallamanista italiano
- 1º aprile - Danny Avila, disc jockey e produttore discografico spagnolo
- 2 aprile - Antti Aalto, saltatore con gli sci finlandese
- 2 aprile - Jakub Arak, calciatore polacco
- 2 aprile - Cristián Cuevas, calciatore cileno
- 2 aprile - Vladislavs Gutkovskis, calciatore lettone
- 2 aprile - Bruno Lulaj, calciatore albanese
- 2 aprile - Joe Mathis, giocatore di football americano statunitense
- 2 aprile - Benjamin Nadjem, calciatore afghano
- 2 aprile - Navai, cantante e rapper russo
- 2 aprile - Matteo Piccoli, cestista italiano
- 2 aprile - Willner Rivas, pallavolista venezuelano
- 2 aprile - Gabriele Rolando, calciatore italiano
- 2 aprile - Zack Steffen, calciatore statunitense
- 2 aprile - Miro Tenho, calciatore finlandese
- 2 aprile - Maciej Urbańczyk, calciatore polacco
- 2 aprile - Tommaso Zorzi, conduttore televisivo, scrittore e personaggio televisivo italiano
- 3 aprile - Sara Balzer, schermitrice francese
- 3 aprile - Aminata Diallo, calciatrice francese
- 3 aprile - Cristian Espinoza, calciatore argentino
- 3 aprile - François-Xavier Fumu Tamuzo, ex calciatore francese
- 3 aprile - Will Grier, giocatore di football americano statunitense
- 3 aprile - Alexandra Holston, pallavolista statunitense
- 3 aprile - Josh Jackson, giocatore di football americano statunitense
- 3 aprile - Kodi Justice, cestista statunitense
- 3 aprile - Armen Manowčaryan, calciatore armeno
- 3 aprile - Stelios Poulianitīs, cestista greco
- 3 aprile - Adrien Rabiot, calciatore francese
- 3 aprile - Dennis Visser, pattinatore di short track olandese
- 3 aprile - Andrea Vötter, slittinista italiana
- 3 aprile - Derrick Walton, cestista statunitense
- 3 aprile - Jamaal Williams, giocatore di football americano statunitense
- 3 aprile - William de Asevedo Furtado, calciatore brasiliano
- 3 aprile - Tessa Ía, attrice messicana
- 4 aprile - Jamal Agnew, giocatore di football americano statunitense
- 4 aprile - Samar Amer, lottatrice egiziana
- 4 aprile - Vardan Bakalyan, ex calciatore armeno
- 4 aprile - Dmitrij Balandin, ex nuotatore kazako
- 4 aprile - Ilimane Diop, cestista senegalese
- 4 aprile - Jesús Herrera, pallavolista cubano
- 4 aprile - Moritz Heyer, calciatore tedesco
- 4 aprile - Rasmus Johansson, giocatore di calcio a 5 e calciatore danese
- 4 aprile - Johnathan Carlos Pereira, calciatore brasiliano
- 4 aprile - Natan Jurkovitz, cestista svizzero
- 4 aprile - Aleksandr Jušin, calciatore russo
- 4 aprile - Axel Lindahl, calciatore svedese
- 4 aprile - Mariusz Malec, calciatore polacco
- 4 aprile - Yairo Moreno, calciatore colombiano
- 4 aprile - Vladislav Poljašov, ginnasta russo
- 4 aprile - Il'ja Popov, cestista russo
- 4 aprile - Walace, calciatore brasiliano
- 4 aprile - Daniela Wallen, cestista venezuelana
- 4 aprile - Olivier Yao-Delon, cestista francese
- 4 aprile - Giacomo Zilli, cestista italiano
- 4 aprile - Barbora Štefková, ex tennista ceca
- 5 aprile - Khalid Jalal, calciatore emiratino
- 5 aprile - Jonas Bösiger, snowboarder svizzero
- 5 aprile - Daniel Caesar, cantante canadese
- 5 aprile - Clara Direz, sciatrice alpina francese
- 5 aprile - Éder Ferreira Graminho, calciatore brasiliano
- 5 aprile - Sergio González, calciatore argentino
- 5 aprile - P.J. Hall, giocatore di football americano statunitense
- 5 aprile - Niall Keown, ex calciatore irlandese
- 5 aprile - Sei Muroya, calciatore giapponese
- 5 aprile - Nguyễn Phương Khánh, modella vietnamita
- 5 aprile - John Olav Norheim, calciatore norvegese
- 5 aprile - Hleb Rassadkin, calciatore bielorusso
- 5 aprile - Emerson Raymundo Santos, calciatore brasiliano
- 5 aprile - Sebastian Starke Hedlund, calciatore svedese
- 5 aprile - Zofia Wichłacz, attrice polacca
- 6 aprile - Fahad Al-Abdulrahman, calciatore qatariota
- 6 aprile - Keshi Anderson, calciatore inglese
- 6 aprile - Metecan Birsen, cestista turco
- 6 aprile - Luka Capan, calciatore croato
- 6 aprile - Facundo Cardozo, calciatore argentino
- 6 aprile - Mitar Ćuković, calciatore montenegrino
- 6 aprile - Deividas Kumelis, cestista lituano
- 6 aprile - Cameron McGeehan, calciatore inglese
- 6 aprile - Sebastiano Milan, pallavolista italiano
- 6 aprile - Ryūtarō Morimoto, cantante giapponese
- 6 aprile - Nemanja Nedić, calciatore montenegrino
- 6 aprile - Payam Niazmand, calciatore iraniano
- 6 aprile - Antoinette de Jong, pattinatrice di velocità su ghiaccio olandese
- 6 aprile - Marybeth Sant-Price, velocista statunitense
- 6 aprile - Sérgio Antonio Da Luiz Junior, calciatore brasiliano
- 6 aprile - Serhij Suchanov, calciatore ucraino
- 7 aprile - João Almeida, hockeista su pista portoghese
- 7 aprile - Franck-Yves Bambock, calciatore francese
- 7 aprile - Tobias Baur, sciatore freestyle svizzero
- 7 aprile - Alaina Coates, cestista statunitense
- 7 aprile - Morteza Ghiasi, lottatore iraniano
- 7 aprile - Stefan Ilić, calciatore serbo
- 7 aprile - Edgars Lasenbergs, cestista lettone
- 7 aprile - Jérémy Lecroq, ciclista su strada francese
- 7 aprile - Miguel Silva, calciatore portoghese
- 7 aprile - Stefan Milošević, calciatore serbo
- 7 aprile - Tebogo Moerane, ex calciatore sudafricano
- 7 aprile - Daniel Morandell, ex hockeista su ghiaccio italiano
- 7 aprile - Favij, youtuber italiano
- 7 aprile - Matías Pardo, calciatore argentino
- 7 aprile - Damir Sadiković, calciatore bosniaco
- 7 aprile - Tiril Sjåstad Christiansen, ex sciatrice freestyle norvegese
- 7 aprile - Reggie Upshaw, cestista statunitense
- 8 aprile - Farès Bahlouli, calciatore francese
- 8 aprile - Ross Byrne, rugbista a 15 irlandese
- 8 aprile - Maliek Collins, giocatore di football americano statunitense
- 8 aprile - Alexandra Davenport, pallavolista statunitense
- 8 aprile - Forrest Frank, cantautore e produttore discografico statunitense
- 8 aprile - Zach Garrett, arciere statunitense
- 8 aprile - Aaron Jackson, giocatore di football americano statunitense
- 8 aprile - Radovan Kouřil, cestista ceco
- 8 aprile - Jeison Lucumí, calciatore colombiano
- 8 aprile - Anastasia Mosca, giocatrice di curling italiana
- 8 aprile - Alec Mudimu, calciatore zimbabwese
- 8 aprile - Tellur Mütəllimov, calciatore azero
- 8 aprile - Cedi Osman, cestista macedone
- 8 aprile - Diego Pineda, calciatore messicano
- 8 aprile - Diego Poyet, allenatore di calcio e ex calciatore spagnolo
- 8 aprile - Eve Sweet, attrice pornografica rumena
- 8 aprile - Wei Shihao, calciatore cinese
- 9 aprile - Robert Bauer, calciatore tedesco
- 9 aprile - Domagoj Bošnjak, ex cestista croato
- 9 aprile - Böðvar Böðvarsson, calciatore islandese
- 9 aprile - Harry Cornick, calciatore inglese
- 9 aprile - Coll Donaldson, calciatore scozzese
- 9 aprile - Jemerrio Jones, cestista statunitense
- 9 aprile - Kim Da-mi, attrice sudcoreana
- 9 aprile - Isaiah McKenzie, giocatore di football americano statunitense
- 9 aprile - Arianna Montecucco, calciatrice italiana
- 9 aprile - Federico Palacios Martínez, calciatore tedesco
- 10 aprile - Robert Javier Burbano, calciatore ecuadoriano
- 10 aprile - Davide Cinaglia, calciatore italiano
- 10 aprile - Leonardo Coelho Santos, nuotatore brasiliano
- 10 aprile - Nadir Colledani, mountain biker e ciclocrossista italiano
- 10 aprile - Matteo Fabbro, ciclista su strada italiano
- 10 aprile - Adriana Jelínková, sciatrice alpina ceca
- 10 aprile - Sory Kaba, calciatore guineano
- 10 aprile - Lucas Taylor, calciatore brasiliano
- 10 aprile - Rebecca Marder, attrice francese
- 10 aprile - Paolo Marinelli, cestista croato
- 10 aprile - James Matheson, sciatore freestyle australiano
- 10 aprile - Sina Mayer, velocista tedesca
- 10 aprile - Ian Nelson, attore statunitense
- 10 aprile - Francisco Ramos, calciatore portoghese
- 10 aprile - Olli Penttala, sciatore freestyle finlandese
- 10 aprile - Warren Racine, cestista francese
- 10 aprile - Joseph Saliste, calciatore estone
- 10 aprile - Ilenia Vitale, velocista italiana
- 10 aprile - Fahree, cantautore azero
- 11 aprile - Chelsea Bremner, rugbista a 15 neozelandese
- 11 aprile - Dodie, cantautrice e youtuber britannica
- 11 aprile - Shirin David, rapper, cantante e youtuber tedesca
- 11 aprile - Catherine Debrunner, atleta paralimpica svizzera
- 11 aprile - Annika Drazek, bobbista e ex velocista tedesca
- 11 aprile - Ned Hanigan, rugbista a 15 australiano
- 11 aprile - Lee Do-hyun, attore sudcoreano
- 11 aprile - Li Xueyao, saltatrice con gli sci cinese
- 11 aprile - Sycerika McMahon, ex nuotatrice irlandese
- 11 aprile - Stefano Napolitano, tennista italiano
- 11 aprile - Kamer Qaka, calciatore norvegese
- 11 aprile - Marvin René, velocista francese
- 11 aprile - Erin Routliffe, tennista neozelandese
- 11 aprile - Petra Uberalová, tennista slovacca
- 11 aprile - Hannes Zingerle, sciatore alpino italiano
- 12 aprile - Jennifer Brady, tennista statunitense
- 12 aprile - Alexander Braunsperger, giocatore di football americano tedesco
- 12 aprile - Mara Bâtea, calciatrice rumena
- 12 aprile - Pedro Cachín, tennista argentino
- 12 aprile - Álvaro Cuadros, ex ciclista su strada spagnolo
- 12 aprile - John Dawson, cestista statunitense
- 12 aprile - Wladimiro Falcone, calciatore italiano
- 12 aprile - Przemysław Frankowski, calciatore polacco
- 12 aprile - Elena Funari, attrice italiana
- 12 aprile - Gal Gilinski, cestista israeliano
- 12 aprile - Rodrigo González Cárdenas, calciatore messicano
- 12 aprile - Dener Gonçalves Pinheiro, calciatore brasiliano
- 12 aprile - Ole Erik Midtskogen, calciatore norvegese
- 12 aprile - Matthew Orzech, giocatore di football americano statunitense
- 12 aprile - Arianna Ozimo, ex calciatrice italiana
- 12 aprile - Justin Robinson, cestista statunitense
- 12 aprile - Saimon Sutt, cestista estone
- 12 aprile - Melissa Venema, trombettista olandese
- 12 aprile - Lorenzo Venuti, calciatore italiano
- 12 aprile - Taras Zavijs'kyj, calciatore ucraino
- 13 aprile - Yōsuke Akiyama, calciatore giapponese
- 13 aprile - Pedro Aquino, calciatore peruviano
- 13 aprile - Gilles Biron, velocista francese
- 13 aprile - Wojciech Chmielewski, slittinista polacco
- 13 aprile - Sara Crudo, cestista italiana
- 13 aprile - Gus Edwards, giocatore di football americano statunitense
- 13 aprile - Xurshid Giyosov, calciatore uzbeko
- 13 aprile - Maksym Lopyr'onok, calciatore ucraino
- 13 aprile - Kristi Marku, calciatore albanese
- 13 aprile - Miki Muñoz, calciatore spagnolo
- 13 aprile - Alec Peters, cestista statunitense
- 13 aprile - Nina Stapelfeldt, ex calciatrice svizzera
- 13 aprile - Guilherme Augusto Vieira dos Santos, calciatore brasiliano
- 14 aprile - Hosam Aiesh, ex calciatore svedese
- 14 aprile - Axel Bouteille, cestista francese
- 14 aprile - Catela, giocatore di calcio a 5 spagnolo
- 14 aprile - Marwan El-Amrawy, nuotatore egiziano
- 14 aprile - Baker Mayfield, giocatore di football americano statunitense
- 14 aprile - Aram Muradyan, ex calciatore armeno
- 14 aprile - Seif Asser Sherif, ginnasta egiziano
- 14 aprile - Niklas Stark, calciatore tedesco
- 14 aprile - Abdoulaye Sy, cestista guineano
- 14 aprile - Élder Torres, calciatore honduregno
- 14 aprile - Burak Uygur, karateka turco
- 15 aprile - José Arnáiz, calciatore spagnolo
- 15 aprile - Sjef van den Berg, arciere olandese
- 15 aprile - Alan Browne, calciatore irlandese
- 15 aprile - Michael Chadwick, nuotatore statunitense
- 15 aprile - Cody Christian, attore statunitense
- 15 aprile - Leander Dendoncker, calciatore belga
- 15 aprile - Feyonda Fitzgerald, cestista statunitense
- 15 aprile - Eros Grezda, calciatore albanese
- 15 aprile - Ninon Guillon-Romarin, astista francese
- 15 aprile - Bruno Ibeh, ex calciatore nigeriano
- 15 aprile - Julija In'šina, ginnasta russa
- 15 aprile - Kim Nam-joo, cantante e attrice sudcoreana
- 15 aprile - Anton Lienert-Brown, rugbista a 15 neozelandese
- 15 aprile - Kieran Monlouis, ex calciatore santaluciano
- 15 aprile - Chiaka Ogbogu, pallavolista statunitense
- 15 aprile - Martin Owusu-Antwi, velocista ghanese
- 15 aprile - Darrel Williams, giocatore di football americano statunitense
- 15 aprile - Anastasija Černucha, pallavolista ucraina
- 16 aprile - Ramy Bensebaini, calciatore algerino
- 16 aprile - Poppy Lee Friar, attrice britannica
- 16 aprile - Laura García-Caro, marciatrice spagnola
- 16 aprile - Dmitrijs Klimaševičs, ex calciatore lettone
- 16 aprile - Nancy Chelangat Koech, atleta paralimpica keniota
- 16 aprile - Nicolás Lazo, pallavolista argentino
- 16 aprile - Mackenzie McDonald, tennista statunitense
- 16 aprile - Sarita Mor, lottatrice indiana
- 16 aprile - Jasmina Suter, sciatrice alpina svizzera
- 16 aprile - Oleg Zernikel, astista tedesco
- 17 aprile - Nadir Cavagna, fondista di corsa in montagna, mezzofondista e maratoneta italiano
- 17 aprile - Phoebe Dynevor, attrice britannica
- 17 aprile - Rodrigo Echeverría, calciatore cileno
- 17 aprile - Rosa Gala, cestista angolana
- 17 aprile - Ibrahim Ghanem, lottatore egiziano
- 17 aprile - Matej Hrádecký, calciatore finlandese
- 17 aprile - Will Hughes, calciatore inglese
- 17 aprile - Seiloni Iaruel, calciatore vanuatuano
- 17 aprile - Moritz Jahn, attore tedesco
- 17 aprile - Ivan Jakovlev, pallavolista russo
- 17 aprile - Wheein, cantante sudcoreana
- 17 aprile - Cyle Larin, calciatore canadese
- 17 aprile - François Marquet, calciatore belga
- 17 aprile - Andrej Mendel', calciatore russo
- 17 aprile - Mitchell Penning, pallavolista statunitense
- 17 aprile - Clark Smith, nuotatore statunitense
- 17 aprile - Hina Suguta, doppiatrice e cantante giapponese
- 17 aprile - Noel von Grünigen, sciatore alpino svizzero
- 17 aprile - Mirko Đerić, cestista australiano
- 18 aprile - Lorenzo Bianco, pallanuotista italiano
- 18 aprile - Brittany Brown, velocista statunitense
- 18 aprile - Virginia Gardner, attrice e modella statunitense
- 18 aprile - Lee Seung-yun, arciere sudcoreano
- 18 aprile - Gustav Lundgren, calciatore svedese
- 18 aprile - Elisa Mancinelli, cestista italiana
- 18 aprile - Haruno Nemoto, cestista giapponese
- 18 aprile - Divock Origi, calciatore belga
- 18 aprile - Francisco Geraldes, calciatore portoghese
- 18 aprile - Sumeet Passi, calciatore indiano
- 18 aprile - Felipe Pires, calciatore brasiliano
- 18 aprile - Sebastian Ring, calciatore svedese
- 18 aprile - Krisztián Tamás, calciatore ungherese
- 18 aprile - Jurij Tkačuk, calciatore ucraino
- 18 aprile - Mikko Viitikko, calciatore finlandese
- 18 aprile - Milan Vušurović, calciatore montenegrino
- 18 aprile - Wesley Natã, calciatore brasiliano
- 18 aprile - Ronni Williams, ex cestista statunitense
- 18 aprile - Idan Zalmanson, cestista israeliano
- 19 aprile - Ron Atias, taekwondoka israeliano
- 19 aprile - Elijah Bryant, cestista statunitense
- 19 aprile - Erick Cabaco, calciatore uruguaiano
- 19 aprile - Harvey Chandler, giocatore di snooker inglese
- 19 aprile - Chuck Clark, giocatore di football americano statunitense
- 19 aprile - Gizem Emre, attrice tedesca
- 19 aprile - Susanna Forsström, saltatrice con gli sci finlandese
- 19 aprile - Ryō Germain, calciatore giapponese
- 19 aprile - Blake Gibson, rugbista a 15 neozelandese
- 19 aprile - Patrick Gibson, attore irlandese
- 19 aprile - Carlos Gruezo, calciatore ecuadoriano
- 19 aprile - He Chao, calciatore cinese
- 19 aprile - Chalid Kadyrov, ex calciatore russo
- 19 aprile - Kei Koizumi, calciatore giapponese
- 19 aprile - Kevin Mbabu, calciatore svizzero
- 19 aprile - Chas McCormick, giocatore di baseball statunitense
- 19 aprile - Riccardo Minali, ex ciclista su strada e pistard italiano
- 19 aprile - János Pelikán, ciclista su strada ungherese
- 19 aprile - Juuse Saros, hockeista su ghiaccio finlandese
- 19 aprile - Wesley Saïd, calciatore francese
- 19 aprile - Takahiro Sekine, calciatore giapponese
- 19 aprile - Leah Smith, nuotatrice statunitense
- 19 aprile - Daniel Tenenbaum, calciatore brasiliano
- 19 aprile - Kevin Akpoguma, calciatore tedesco
- 19 aprile - Chase Winovich, ex giocatore di football americano statunitense
- 19 aprile - Arizona Zervas, cantante e rapper statunitense
- 20 aprile - Karlo Bartolec, calciatore croato
- 20 aprile - Matrang, cantante e rapper russo
- 20 aprile - Léo Tilica, calciatore brasiliano
- 20 aprile - Julián Delmás, calciatore spagnolo
- 20 aprile - Jean Marie Dongou, ex calciatore camerunese
- 20 aprile - Andrea Ercolani Volta, ostacolista sammarinese
- 20 aprile - Saulo Ferreira Silva, calciatore brasiliano
- 20 aprile - B.J. Hill, giocatore di football americano statunitense
- 20 aprile - Kerem Kanter, cestista turco
- 20 aprile - Christian Kouakou, calciatore svedese
- 20 aprile - Patryk Kun, calciatore polacco
- 20 aprile - Paris Lee, cestista statunitense
- 20 aprile - Sekou Macalou, rugbista a 15 francese
- 20 aprile - Damian McKenzie, rugbista a 15 neozelandese
- 20 aprile - Georgi Minčev, calciatore bulgaro
- 20 aprile - Laura Osma, attrice colombiana
- 20 aprile - Nedeljko Piščević, calciatore serbo
- 20 aprile - Crismery Santana, sollevatrice dominicana
- 20 aprile - Eduard Sobol', calciatore ucraino
- 20 aprile - Natalia Szroeder, cantante polacca
- 21 aprile - Josh Adams, rugbista a 15 britannico
- 21 aprile - Djavan Anderson, calciatore surinamese
- 21 aprile - Beatrice Benicchi, cestista italiana
- 21 aprile - Iván Calero, calciatore spagnolo
- 21 aprile - Monika Conjar, calciatrice croata
- 21 aprile - Ruahei Demant, rugbista a 15 neozelandese
- 21 aprile - Thomas Doherty, attore e cantante britannico
- 21 aprile - Jale Dreloa, calciatore figiano
- 21 aprile - Jonathan Hilbert, marciatore tedesco
- 21 aprile - Eva De Dominici, attrice e modella argentina
- 21 aprile - Marcquise Reed, cestista statunitense
- 21 aprile - Penny Smith, tiratrice a volo australiana
- 21 aprile - Joona Veteli, calciatore finlandese
- 21 aprile - Jairo Vélez, calciatore ecuadoriano
- 22 aprile - Domingo Blanco, calciatore argentino
- 22 aprile - Catherine Bott, calciatrice neozelandese
- 22 aprile - Cristian Bărbuț, calciatore rumeno
- 22 aprile - Arsène Elogo, calciatore camerunese
- 22 aprile - Neja Filipič, lunghista e triplista slovena
- 22 aprile - Vitalij Gudiev, calciatore russo
- 22 aprile - Erica Handley, pallavolista statunitense
- 22 aprile - Akela Jones, multiplista, altista e lunghista barbadiana
- 22 aprile - Adam Lamhamedi, sciatore alpino marocchino
- 22 aprile - Radzivon Miskevič, pallavolista bielorusso
- 22 aprile - Roger Moute a Bidias, cestista camerunese
- 22 aprile - Isaac Rochell, giocatore di football americano statunitense
- 22 aprile - Victoria Rodríguez, tennista messicana
- 22 aprile - Ronan David Jerônimo, calciatore brasiliano
- 22 aprile - Vamara Sanogo, calciatore francese
- 22 aprile - Mattia Viel, ex ciclista su strada e pistard italiano
- 22 aprile - Özge Özacar, attrice, cantante e ballerina turca
- 23 aprile - Estelle Alphand, sciatrice alpina francese
- 23 aprile - ReTo, rapper polacco
- 23 aprile - Eduar Caicedo, calciatore colombiano
- 23 aprile - Sam Corlett, attore australiano
- 23 aprile - Elena Fietta, cestista italiana
- 23 aprile - Gigi Hadid, supermodella statunitense
- 23 aprile - Assitan Koné, cestista francese
- 23 aprile - Isabel Mattuzzi, siepista e mezzofondista italiana
- 23 aprile - Callum O'Dowda, calciatore irlandese
- 23 aprile - Shakima Wimbley, velocista statunitense
- 23 aprile - Jamie Hayter, wrestler britannica
- 23 aprile - Velizar Černokožev, pallavolista bulgaro
- 24 aprile - Amani Aguinaldo, calciatore filippino
- 24 aprile - Allano, calciatore brasiliano
- 24 aprile - Doğan Bayraktar, attore e modello turco
- 24 aprile - Sofia Belingheri, snowboarder italiana
- 24 aprile - Duke Ejiofor, giocatore di football americano statunitense
- 24 aprile - Omar El Yazidi, taekwondoka francese
- 24 aprile - Erdenis Gurishta, calciatore albanese
- 24 aprile - Gerard Hadidian, cestista libanese
- 24 aprile - Aleksandar Inđić, scacchista serbo
- 24 aprile - GJan, cantautrice lituana
- 24 aprile - Tomoya Koyamatsu, calciatore giapponese
- 24 aprile - Geno Luzcando, cestista panamense
- 24 aprile - Kevin López, pallavolista portoricano
- 24 aprile - Tatu Miettunen, calciatore finlandese
- 24 aprile - Milan Mirosavljev, calciatore serbo
- 24 aprile - Ogbonnia Okoronkwo, giocatore di football americano statunitense
- 24 aprile - Ludmilla, cantautrice e attrice brasiliana
- 24 aprile - Kehlani, cantautrice e ballerina statunitense
- 24 aprile - Siniša Saničanin, calciatore bosniaco
- 25 aprile - Jordan Allen, ex calciatore statunitense
- 25 aprile - Jaime Báez, calciatore uruguaiano
- 25 aprile - Lewis Baker, calciatore inglese
- 25 aprile - Ellen Benediktson, cantante svedese
- 25 aprile - James Blackmon, cestista statunitense
- 25 aprile - Nanna Bové, mezzofondista danese
- 25 aprile - Carljohan Eriksson, calciatore finlandese
- 25 aprile - Scott Galloway, calciatore australiano
- 25 aprile - Marvin Schwäbe, calciatore tedesco
- 25 aprile - Karolina Sevast'janova, ginnasta russa
- 26 aprile - Arthur Silva, calciatore brasiliano
- 26 aprile - Léa Bayekula, atleta paralimpica belga
- 26 aprile - Jacob Bergström, calciatore svedese
- 26 aprile - Luciano Cabral, calciatore argentino
- 26 aprile - Lorenzo Fragola, cantautore italiano
- 26 aprile - Tilen Mlakar, calciatore sloveno
- 26 aprile - Khuliso Mudau, calciatore sudafricano
- 26 aprile - Frédéric Nsabiyumva, calciatore burundese
- 26 aprile - Daniel Padilla, attore e cantante filippino
- 26 aprile - Altınbek Saparov, calciatore kazako
- 26 aprile - Mykola Kovtaljuk, calciatore ucraino
- 26 aprile - Dylan Saint-Louis, calciatore congolese (Repubblica del Congo)
- 26 aprile - Leonardo Sequeira, calciatore argentino
- 26 aprile - Đorđe Simeunović, cestista serbo
- 26 aprile - Rémi Walter, calciatore francese
- 26 aprile - Freddy Álvarez, calciatore costaricano
- 26 aprile - Tilbe Şenyürek, cestista turca
- 27 aprile - Mirabdulla Abbasov, calciatore azero
- 27 aprile - Dane Cruikshank, giocatore di football americano statunitense
- 27 aprile - Denis Dumitrașcu, calciatore rumeno
- 27 aprile - Marica Gajić, cestista bosniaca
- 27 aprile - Saîf-Eddine Khaoui, calciatore tunisino
- 27 aprile - Boris Kopitović, calciatore montenegrino
- 27 aprile - Nick Kyrgios, tennista e commentatore televisivo australiano
- 27 aprile - Paddy McNair, calciatore nordirlandese
- 27 aprile - Alberto Quiles, calciatore spagnolo
- 27 aprile - Tim Schüberg, cestista svedese
- 27 aprile - Boston Scott, giocatore di football americano statunitense
- 27 aprile - Milan Spremo, calciatore serbo
- 27 aprile - Lindsey Thomas, calciatrice francese
- 27 aprile - Aleksandăr Vasilev, ex calciatore bulgaro
- 27 aprile - Helena Viegas, ex cestista angolana
- 27 aprile - Jahongir Vohidov, scacchista uzbeko
- 27 aprile - Ryūto Yasuoka, cestista giapponese
- 27 aprile - Mychajlo Šeršen', calciatore ucraino
- 28 aprile - Marie-Yasmine Alidou, calciatrice canadese
- 28 aprile - Andrea Mitchell D'Arrigo, nuotatore statunitense
- 28 aprile - Leonardo Godoy, calciatore argentino
- 28 aprile - Alexander Graham, nuotatore australiano
- 28 aprile - Tim Kempton, ex cestista statunitense
- 28 aprile - Morten Knudsen, calciatore danese
- 28 aprile - Melanie Martinez, cantautrice statunitense
- 28 aprile - Mara Sattei, cantante italiana
- 28 aprile - Roberto Pérez, pallavolista portoricano
- 28 aprile - Igor Rabello, calciatore brasiliano
- 28 aprile - Sean Sabetkar, ex calciatore svedese
- 28 aprile - Leonai, calciatore brasiliano
- 28 aprile - Lương Xuân Trường, calciatore vietnamita
- 28 aprile - Rômulo, calciatore brasiliano
- 29 aprile - Borislav Conev, calciatore bulgaro
- 29 aprile - Radoslav Conev, calciatore bulgaro
- 29 aprile - Dawid Kort, calciatore polacco
- 29 aprile - Mateo Mužek, calciatore croato
- 29 aprile - Anikv, cantante georgiana
- 29 aprile - Pietro Pivotto, velocista italiano
- 29 aprile - Bahruz Samadov, attivista azero
- 29 aprile - Viktorija Sinicina, danzatrice su ghiaccio russa
- 29 aprile - Vykintas Slivka, calciatore lituano
- 29 aprile - Axel Truhtchev, pallavolista francese
- 29 aprile - Rivaldinho, calciatore brasiliano
- 30 aprile - Aleksej Červotkin, fondista russo
- 30 aprile - Jeppe Højbjerg, calciatore danese
- 30 aprile - Prince Gyasi, fotografo e artista ghanese
- 30 aprile - Drey Wright, calciatore inglese